# Warrin' Priests
«Warrin' Priests» (укр. «Війна священників») — подвійна, дев'ятнадцята і двадцята серії тридцять першого сезону мультсеріалу «Сімпсони». Прем'єра першої частини відбулась 26 квітня , а другої — 3 травня 2020 року у США на телеканалі «Fox».

## Сюжет

### 1 частина
Перша церква Спрінґфілда здебільшого порожня, коли служба починається, навіть хор спізнюється. Отець Лавджой намагається залучити наявних прихожан, але їм це байдуже. Тим часом, коли громада покидає церкву в кінці богослужіння, до церкви входить Боуді Райт, щоб претендувати на роботу диякона, після того, як побачив оголошення, розміщене Гелен Лавджой. Після короткої співбесіди Боуді отримує роботу, і Гелен пропонує дозволити йому пожити з ними, на досаду отцю Лавджою. Наступного ранку Лавджой проводить Боуді по місту і приводить на біно у Спрінґфілдський дім престарілих. Ведучи гру, Лавджой втрачає голос.
Наступне церковне богослужіння, Лавджой повністю втрачає голос, і Боуді Райт бере на себе роль пастора для служби. Він проповідує усім, співаючи громаді пісні та зацікавивши всіх (крім Фландерса). Як наслідок, з продовженням служби все більше людей звертаються до церкви. Після богослужіння паства вирушає їсти млинці. Під час трапези Ліса та Боуді знаходять спільну мову між собою як вегетаріанці, цікаві до науки, буддизму та джазової музики. У відповідь на китайське прислів'я Боуді, яке подобається зборам, Лавджой розповідає образливий жарт про культуру, який дратує всіх.
Наступного дня церковна рада їде до Лавджоя, щоб звільнити його. Тімоті і Гелен вирішують поїхати до Мічигану, щоб розкопати трохи «бруду» на Боуді.
Тим часом Гомер і Мардж йдуть до церкви на консультацію щодо шлюбних проблем, які Боуді моментально вирішує. Пізніше того ж дня Боуді зустрічається з Лісою для спільної медитації. Ліса каже, що він ввів місто в повномасштабне релігійне відродження, причому багато людей повертаються до релігії.
У фінальній сцені серії, у Траверс-Сіті (Мічиган) отцю Лавджою вдається знайти газетну статтю, яка допоможе з'ясувати причину звільнення Боуді…

### 2 частина
У Першій церкві Спрінґфілда, здається, люди заповнили церкву. Однак Боуді у проповіді помічає, що в цілому церкву відвідує менше людей. Він намагається залучити інші релігії. Це остаточно обурює Неда, який вже збирається піти, однак його зупиняють Род і Тодд.
Тим часом у Мічигані отець Лавджой та Гелен відвідують «Церковний мегамол» (англ. «Blessed Buy Megachurch»), звідки звільнили Боуді. У церкві проповідують кілька дивних практик, які змішують Лавджоя почуватися незручно, і проводжають його до отця Maка. Лавджой запитує про минуле Боуді, і проповідник дає їм флешку з доказом провини Боуді. Лавджої стрімголов повертаються додому…
Вдома, у Спрінґфілді, Мардж вказує Лісі, що вона розчарується, якщо звикне до Боуді, оскільки Спрінґфілд має тенденцію відкидати все нове і незвичне. Гомер бере Боуді до таверни Мо, де просить у священника прощення, яке Боуді дає. Потім Боуді відправляється в дім Неда Фландерса на дуель зі знаннь Святого Письма, в якій, зрештою, Райт перемагає.
Під час церковної служби вривається Лавджой. Він повідомляє про те, що знайшов у Мічигані: причиною звільнення Боуді є те, що той спалив Біблію. Наступного вівторка Ліса представляє дискусію між двома священиками, але громада Спрінґфілда не приймає прощення, і виганяє Боуді з міста.
Незважаючи на все, сім'я Сімпсонів запрошує Боуді на вечерю. Наступного дня, наодинці, Ліса запитує його, чому він спалив Біблію? Райт виправдовується, бо гадає, що Бог ― у серці, а не в соборі чи книзі, але Ліса каже йому, що люди в місті не розуміють такого підтексту.
У фінальній сцені, коли Боуді Райт залишає місто, шеф Віґґам каже Лу, що він втратив віру після цього.

## Виробництво
Було вирізано повну версії музичного номеру Ліси з другої частини, який було розміщено як анонс на «YouTube».

## Цікаві факти і культурні відсилання
- У серіях кілька разів руйнують «четверту стіну»:
  - Під час сцени з художнім зображенням медитації Ліси, з'являється напис «Бюджет на анімацію вичерпався» (англ. «Animation Budget Exceeded»)[1];
  - Наприкінці першої частини показано кадри, що буде «у наступній серій», тоді як на початку другої частини Кент Брокман анонсує глядачам, що сталося «у попередній серії»;
  - Під час молитви за вечерею у Сімпсонів, Боуді просить Бога «хай Сімпсони не закінчаться»[2].

## Ставлення критиків і глядачів
Під час прем'єри серії переглянули 1,36 і 1,35 млн осіб відповідно, з рейтингами по 0.5, що в обидві неділі зробило їх другими найпопулярнішими шоу на каналі «Fox» тих ночей, після «Сім'янина», і, водночас, найменш популярними серіями загалом на той час.
Денніс Перкінс з «The A.V. Club» дав першій частині серії оцінку B+, вказавши, що «сам Голмс [який водночас є і сценаристом серії] грає Боуді, молодого пастора, який барабанить на гітарі, і приїхав до Спрінґфілда за вказівкою не отця Лавджоя (з незмінними сонними проповідями та оборонною моралізацією), а дружини Гелен».
Тоні Сокол з «Den of Geek» дав серіям чотири з п'яти зірок, сказавши:
|  | Серія ― це притча. Спрінґфілд ― це Америка. Більшість людей відчайдушно ставляться до змін, як і відчайдушно їх бояться. Епізод є свідченням більш довгих форм [подання серії] «Сімпсонів». Серіал стає більш авантюрним, дозволяє приділяти більше уваги деталям, розвиває підтримуючі особистості та дозволяє напрузі зростати. Майже відчувалося, що могли використати ще один повний сегмент. |

Згідно з голосуванням на сайті The NoHomers Club більшість фанатів оцінили серії на 2/5 із середньою оцінкою 1,94/5.